# Gampong Raya Tambo
Gampong Raya Tambo is een bestuurslaag in het regentschap Bireuen van de provincie Atjeh, Indonesië. Gampong Raya Tambo telt 883 inwoners (volkstelling 2010).